# Dirk Van Saene

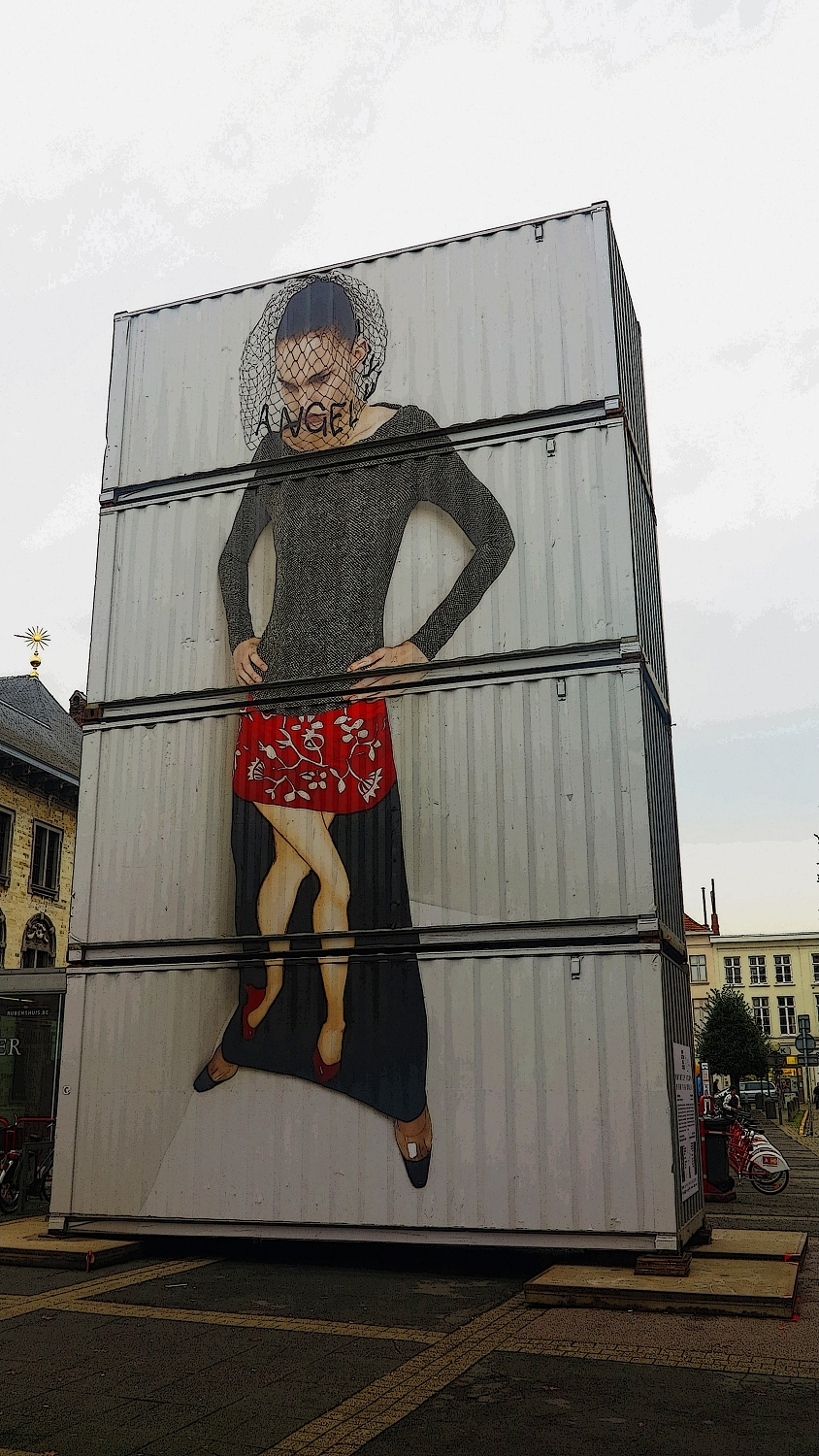
Containers met een ontwerp van Van Saene aan de Wapper, 2013

Dirk Van Saene (Leuven, 1 maart 1959) is een Vlaams modeontwerper die in Antwerpen werkt en woont en bekendheid verkreeg als een van de Antwerpse Zes. Naast de modecollecties die hij uitbrengt onder zijn eigen naam (verkoopt in zijn eigen winkel) doceert hij mode design aan Koninklijke Academie voor Schone Kunsten in Antwerpen of de Antwerpse Modeacademie.

## Biografie
In 1981 studeerde hij af aan de modeafdeling van de Koninklijke Academie voor Schone Kunsten in Antwerpen of de Antwerpse Modeacademie. In datzelfde jaar opende hij aan de Gaanderij in Antwerpen een winkel genaamd ‘Beauties and Heroes’ waar hij zijn eigen ontwerpen verkoopt. Twee jaar later, in 1983, won Van Saene de tweede Gouden spoel wedstrijd die een onderdeel vormt van het Textielplan van de Belgische regering. In 1987 vestigt hij internationaal zijn naam als Vlaams modeontwerper wanneer hij zijn collectie in Londen presenteert gezamenlijk met Walter Van Beirendonck, Dries Van Noten, Ann Demeulemeester, Marina Yee (afgestudeerd in 1981) en Dirk Bikkembergs (afgestudeerd in 1982) - samen bekend als de Antwerpse Zes.
In 2001 verzorgt hij het eerste nummer van het N°A Magazine, de voorloper van het internationaal gerenommeerde Antwerpse modetijdschrift A Magazine en is hij curator van een tentoonstelling over Coco Chanel, in het kader van modeproject Mode 2001 Landed-Geland.
In 2009 tekent hij het dessin voor een papieren jurkje dat als marketing object wordt uitgebracht voor de tentoonstelling ‘Paper Fashion’ in het Modemuseum Antwerpen in Antwerpen. In dit ontwerp van het papieren jurkje komt Van Saene’s fascinatie voor haute couture en Franse chic tot uiting.
In februari 2013 opent hij in de Schuttershofstraat in Antwerpen zijn boetiek DVS waar hij naast zijn eigen ontwerpen ook kleding verkoopt van andere, voornamelijk Belgische, ontwerpers.